# Kropptjärnen (Våmhus socken, Dalarna)
Kropptjärnen är en sjö i Mora kommun i Dalarna och ingår i Dalälvens huvudavrinningsområde.